# Raja montagui
Espèce
Statut de conservation UICN

 LC  : Préoccupation mineure
La raie douce (Raja montagui) est une espèce de raies appartenant à la famille des Rajidae.